# Mark Allen (giocatore di snooker)
Mark Allen (Belfast, 22 febbraio 1986) è un giocatore di snooker britannico, professionista dal 2005, numero 4 del ranking, vincitore del Masters 2018 e dello UK Championship 2022.

## Carriera
Professionista dal 2005, Mark Allen si fa strada nel Campionato mondiale 2009, allo UK Championship 2010 e al Masters 2011 finendo sempre in semifinale. Nella stagione successiva arriva in finale allo UK Championship perdendo però contro Judd Trump 10-8. Nella conferenza stampa il nordirlandese si rifiuta di parlare inizialmente e successivamente critica Barry Hearn, affarista e promotore dei tornei di molti sport compreso lo snooker.
Nel 2012 Allen vince il suo primo titolo Ranking, il World Open battendo Stephen Lee 10-1 e ripetendosi anche l'anno dopo.
Il 21 gennaio 2018 vince il Masters contro Kyren Wilson, il suo primo titolo della Tripla Corona.
Nel marzo 2019 il nordirlandese giunge al 5º posto in classifica dopo una fantastica stagione in cui vince l'International Championship e lo Scottish Open e perde la sua seconda finale allo UK Championship.
Allen inizia la stagione 2019-2020 con due semifinali perse all'International Championship e allo Shanghai Masters entrambe contro il suo grande amico Shaun Murphy. Ripete lo stesso risultato anche all'English Open, al Champion of Champions, allo UK Championship e allo Scottish Open.
Il nordirlandese sconfigge Murphy e Mark Selby per raggiungere la finale del Tour Championship 2020, la prima dallo Scottish Open 2018. Tuttavia, Allen viene battuto da Maguire per 10-6.

## Rivalità
Mark Allen ha avuto una forte rivalità con Stuart Bingham. Durante il Campionato mondiale 2011 il nordirlandese ha offeso l'inglese, che ha risposto dandogli dell'idiota. In seguito, all'Australian Goldfields Open dello stesso anno, Bingham ha dichiarato di non vedere l'ora di sfidare Allen e lo scontro è poi arrivato ai quarti del torneo, con Bingham che ha poi vinto 5-3 e ha proseguito il cammino verso la vittoria della competizione contro Mark Williams conquistando il primo titolo Ranking in carriera. Dopo aver vinto il Campionato mondiale 2015, Bingham ha ringraziato ironicamente Allen nell'intervista dicendo che questa rivalità lo ha spinto a diventare più forte, infatti da quel momento in poi è diventato stabilmente uno dei più forti della specialità.
È anche un rivale di Mark Joyce. In un'intervista ha dichiarato di disprezzarlo dentro e fuori dal tavolo.

## Ranking
| Stagione  | Ranking iniziale | Ranking finale |
| --------- | ---------------- | -------------- |
| 2005-2006 | 98               | 62             |
| 2006-2007 | 61               | 29             |
| 2007-2008 | 29               | 16             |
| 2008-2009 | 16               | 11             |
| 2009-2010 | 11               | 10             |
| 2010-2011 | 10               | 12             |
| 2011-2012 | 12               | 12             |
| 2012-2013 | 12               | 7              |
| 2013-2014 | 7                | 10             |
| 2014-2015 | 9                | 12             |
| 2015-2016 | 12               | 7              |
| 2016-2017 | 7                | 10             |
| 2017-2018 | 10               | 12             |
| 2018-2019 | 12               | 7              |
| 2019-2020 | 7                | 5              |
| 2020-2021 | 5                | 12             |
| 2021-2022 | 12               |                |

### Maximum breaks: 2
| N° | Anno | Competizione                         | Avversario | Note   |
| -- | ---- | ------------------------------------ | ---------- | ------ |
| 1  | 2016 | UK Championship                      | Rod Lawler | [ 27 ] |
| 2  | 2021 | Northern Ireland Open Qualificazioni | Si Jiahui  | [ 28 ] |

## Tornei vinti

### Titoli Non-Ranking: 3
| Titoli Ranking                   | Titoli Ranking | Titoli Ranking                | Titoli Ranking |
| -------------------------------- | -------------- | ----------------------------- | -------------- |
| Competizione                     | Anno           | Avversario                    | Note           |
| World Open                       | 2012 - 2013    | Stephen Lee - Matthew Stevens | [ 10 ] [ 11 ]  |
| Players Tour Championship Finals | 2016           | Ricky Walden                  | [ 29 ]         |
| International Championship       | 2018           | Neil Robertson                | [ 13 ]         |
| Scottish Open                    | 2018           | Shaun Murphy                  | [ 14 ]         |
| Northern Ireland Open            | 2021           | John Higgins                  | [ 30 ]         |

| Titoli Non-Ranking    | Titoli Non-Ranking | Titoli Non-Ranking | Titoli Non-Ranking |
| --------------------- | ------------------ | ------------------ | ------------------ |
| Competizione          | Anno               | Avversario         | Note               |
| The Masters           | 2018               | Kyren Wilson       | [ 12 ]             |
| Jiangsu Classic       | 2009               | Ding Junhui        | [ 31 ]             |
| Champion of Champions | 2020               | Neil Robertson     | [ 32 ]             |

- European Tour: 5 (Antwerp Open 2012, Ruhr Open 2013, Kay Suzanne Memorial Cup 2013, Paul Hunter Classic 2014, Bulgarian Open 2015)

## Finali perse

### Titoli Non-Ranking: 4
| Titoli Ranking             | Titoli Ranking | Titoli Ranking                 | Titoli Ranking |
| -------------------------- | -------------- | ------------------------------ | -------------- |
| Competizione               | Anno           | Avversario                     | Note           |
| UK Championship            | 2011 - 2018    | Judd Trump - Ronnie O'Sullivan | [ 5 ] [ 15 ]   |
| Shanghai Masters           | 2014           | Stuart Bingham                 | [ 33 ]         |
| International Championship | 2014 - 2017    | Ricky Walden - Mark Selby      | [ 34 ] [ 35 ]  |
| Tour Championship          | 2020           | Stephen Maguire                | [ 22 ]         |
| Championship League        | 2021 (2)       | David Gilbert                  | [ 36 ]         |

| Titoli Non-Ranking    | Titoli Non-Ranking | Titoli Non-Ranking | Titoli Non-Ranking |
| --------------------- | ------------------ | ------------------ | ------------------ |
| Competizione          | Anno               | Avversario         | Note               |
| Challenge Tour 3      | 2005               | James McBain       | [ 37 ]             |
| Championship League   | 2010               | Marco Fu           | [ 38 ]             |
| Champion of Champions | 2015               | Neil Robertson     | [ 39 ]             |
| Shoot-Out             | 2013               | Martin Gould       | [ 40 ]             |

| In squadra   | In squadra          | In squadra | In squadra |
| ------------ | ------------------- | ---------- | ---------- |
| Competizione | Anno/Compagno       | Avversario | Note       |
| World Cup    | 2011/ Gerard Greene | Cina       | [ 41 ]     |

- European Tour: 1 (Riga Open 2014)